# Okręg Lezha
Okręg Lezha (alb. rrethi i Lezhës) – jeden z trzydziestu sześciu okręgów administracyjnych w Albanii; leży w północno-zachodniej części kraju, w obwodzie Lezha. Liczy ok. 78 tys. osób (2008) i zajmuje powierzchnię 479 km². Jego stolicą jest Lezha.
W skład okręgu wchodzi dziesięć gmin: Balldren, Blinisht, Dajç, Kallmet, Kolsh, Lezha, Shëngjin, Shënkoll, Ungrej, Zejmen.
Inne miasta: Shëngjin.